# Lelkendorf
Lelkendorf là một đô thị thuộc huyện Rostock (trước thuộc huyện huyện Güstrow), bang Mecklenburg-Vorpommern, Đức. Đô thị này có diện tích 29,76 km², dân số thời điểm ngày 31 tháng 12 năm 2006 là 532 người.